# Výfukové plyny

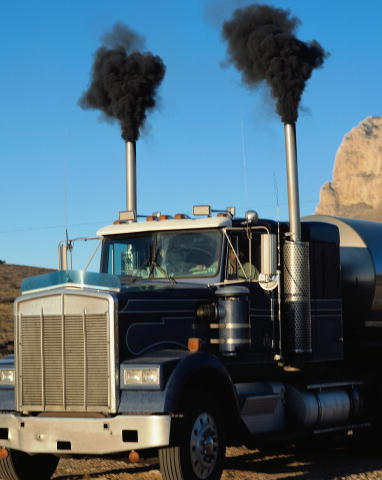
Výfukový plyn z nákladního automobilu s dieselovým motorem

Výfukové plyny jsou komplexní směsí chemických látek, které unikají ze spalovacích zařízení jako jsou např. spalovací motory automobilů, lodí či letadel, turbíny vozidel či elektráren. Jejich složení závisí na typu paliva, typu a stavu spalovacího zařízení a na užití zařízení ke snížení emisí (filtry, katalyzátory, odlučovače, pračky plynů aj.).

## Složky

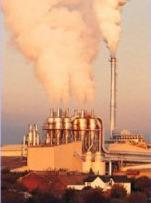
Významným zdrojem výfukových plynů je energetika

Součástí výfukových plynů jsou obvykle vodní pára, plynný dusík (N2), oxid uhličitý. Mohou též obsahovat oxid dusný, oxid dusičitý, oxid uhelnatý, prachové částice, popílek, benzen, formaldehyd, benzopyren a další polyaromatické uhlovodíky, olovo, rtuť, arzen, dioxiny a mnohé další.

## Negativní dopady

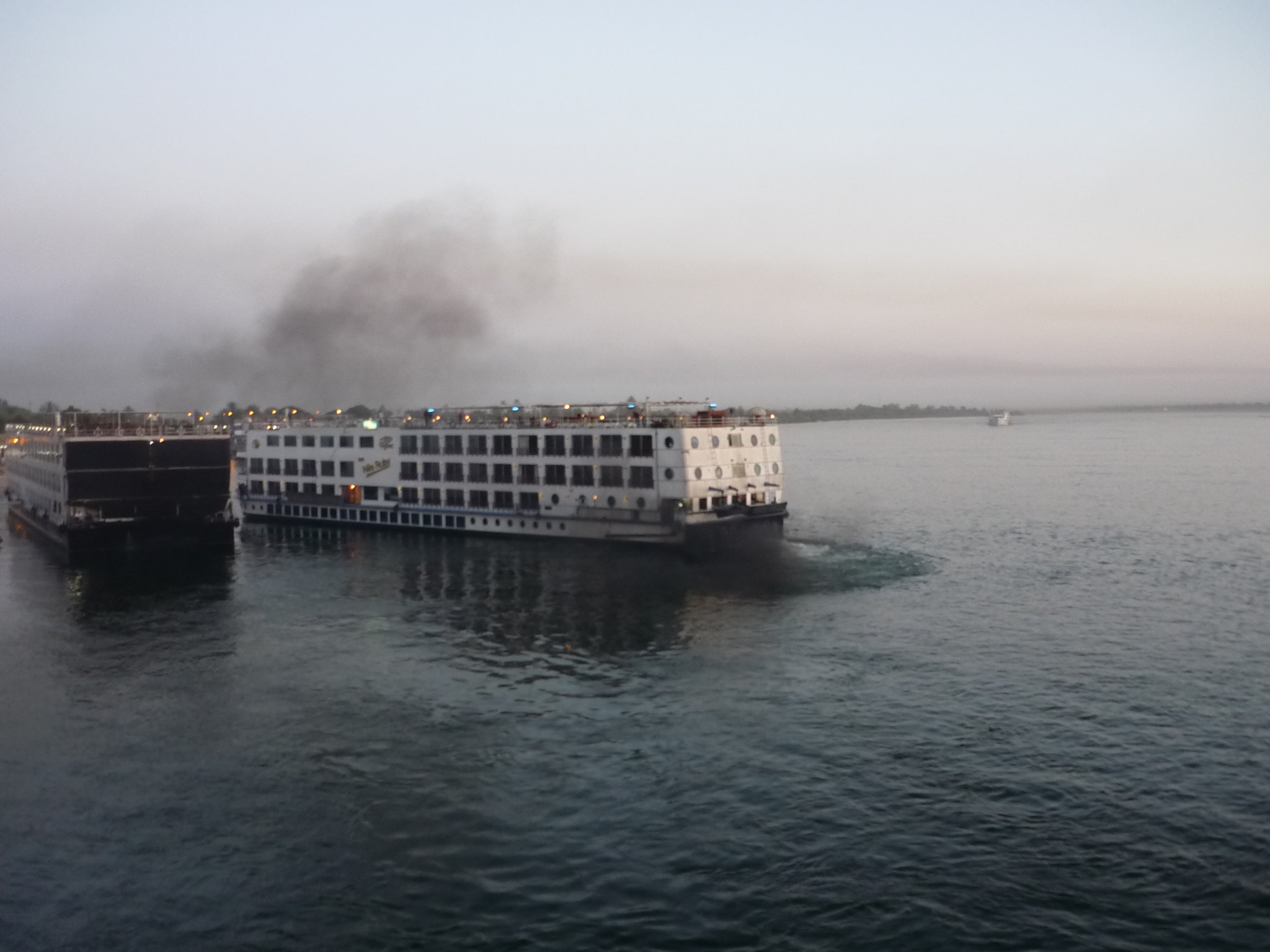
Loď v oblaku výfukových plynů (Nil, Egypt)

Nákladní automobily mohou výfukovými plyny způsobit každoročně škody na lidském zdraví a životním prostředí za desítky miliard korun. Mezi tyto škody jsou zahrnuty např. zvýšené náklady státu na léčení nemocných lidí, sociální dávky pro nemocné nebo poškození přírody jedovatými látkami.

### Zdravotní rizika

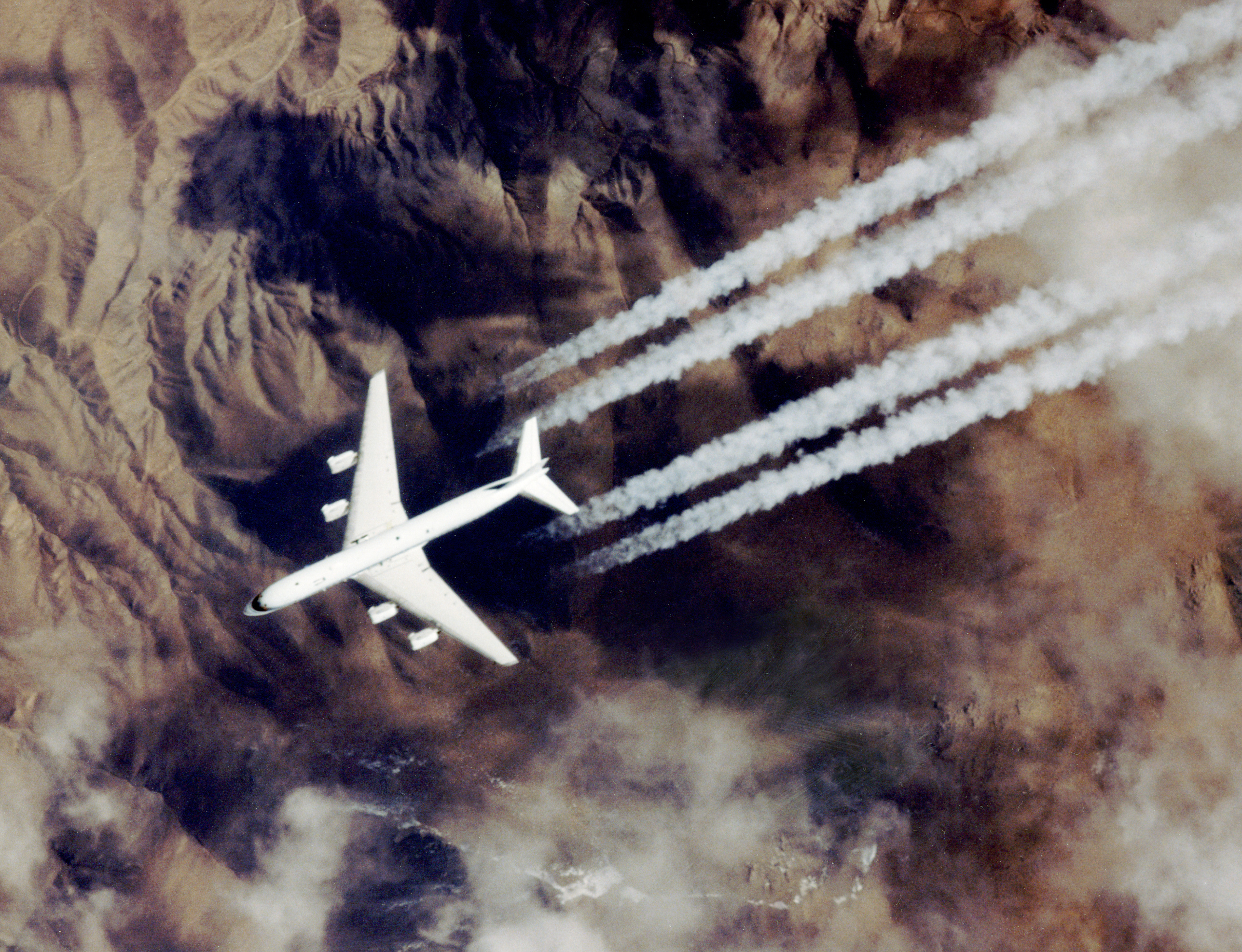
Letadlo DC-8 s charakteristickými stopami výfukových plynů

Výfukové plyny se významně podílejí na znečištění ovzduší a obsahují látky postihující převážně dýchací cesty (např. oxidy dusíku, prachové částice), látky s toxickými účinky (např. oxid uhelnatý blokující schopnost hemoglobinu přenášet kyslík) a látky vyvolávající rakovinu (např. toluen, styren, formaldehyd, benzopyren)

### Ekologická rizika
Výfukové plyny představují významný ekologický problém, neboť se podílejí na vzniku smogu a přízemního ozonu. Mnohé z nich jsou skleníkovými plyny, které se podílejí na globální změně klimatu. Evropská agentura pro životní prostředí (EEA) ve zprávě z roku 2007 uvádí, že emise skleníkových plynů způsobené dopravou jsou hlavní překážkou k tomu, aby Evropská unie splnila závazky, které pro ni vyplývají z Kjótského protokolu.